# Operndirektor
Als Operndirektor bzw. Operndirektorin bezeichnet man im deutschsprachigen Raum die hauptsächlich planerische oder planerisch-künstlerische Leitung der Sparte Musiktheater bzw. Oper an einem Theater oder Opernhaus. Seit der Nachkriegszeit unterstehen Operndirektoren im Sinne einer Spartenleitung meist der Theater- bzw. Opern-Intendanz. In der Zeit davor wurden die künstlerischen bzw. musikalischen Leiter eines Opernhauses auch als Operndirektoren ohne eine übergeordnete Intendanz eingesetzt und bezeichnet, so beispielsweise der Komponist und Dirigent Gustav Mahler an der Wiener Staatsoper.

## Zuständigkeit
Die Verantwortlichkeiten des Operndirektors variieren von Institution zu Institution, befinden sich jedoch im Kernbereich im planerischen und operativen Bereich; ein Operndirektor tritt in der Regel nicht als Künstler in Erscheinung und übernimmt den Zuständigkeitsbereich zwischen Intendanz und ausführenden, aufführenden Künstlern. Der Kernbereich der Verantwortung beinhaltet unter anderem das Casting der Sänger, die Besetzung ihrer jeweiligen Rollen, Partien und Fächer innerhalb der zu planenden und aufzuführenden Werke, die Auswahl des Repertoires unter Berücksichtigung der zur Verfügung stehenden sowie zu engagierenden Sänger sowie die Auswahl der für die Musiktheaterwerke zuständigen Regisseure und gegebenenfalls Dirigenten.

## Funktion
Die heutige Operndirektion ist in der Regel der Intendanz des Theaters oder Opernhauses unterstellt und fungiert wie eine Abteilungsleitung für den planerischen Teil der künstlerischen Arbeit des Musikbereichs. Das ist insbesondere an großen Mehrspartentheatern oder Staatstheatern der Fall, wo neben dem Musiktheater weitere Sparten wie Schauspiel, Ballett bzw. Tanz und Konzert koexistieren.
Da jedoch der Generalmusikdirektor in der Regel die musikalische Oberleitung eines Theaters oder Opernhauses innehat, gibt es Schnittstellen zwischen beiden Berufen und Zuständigkeiten. Dies bedeutet, dass der Generalmusikdirektor (GMD) mitunter auch Operndirektor sein kann, oder dass jeweils einer dem anderen unterstellt ist (in der Regel der Operndirektor dem GMD) oder gegebenenfalls beide gleichgestellt sind.
Weiters kann ein künstlerisch im Opernbereich (beispielsweise als Regisseur) aktiver Intendant gleichzeitig auch Operndirektor sein.
Vor dem Zweiten Weltkrieg wurde die Leitung eines Opernhauses -musikalisch oder administrativ- auch mit der Berufsbezeichnung Operndirektor gleichgesetzt. Das aktuelle Berufsprofil ist jedoch differenzierter und diffiziler als die Gleichsetzung des Intendanten oder Generalmusikdirektors mit dem heutigen Berufsbild eines Operndirektors bzw. erweitert möglicherweise deren Zuständigkeiten.
Ein Oberspielleiter ist nicht zwingend gleichzeitig ein Operndirektor oder umgekehrt. Herkömmlicherweise werden diese beiden Berufsbezeichnungen nicht miteinander verquickt, wohl mitunter aber die Tatsache, dass ein Operndirektor auch inszeniert. Auch ist die Position eines Operndirektors keinesfalls zwingend für ein Theater oder Opernhaus. Es obliegt der Gesamtleitung des Theaters oder Opernhauses, eine solche Stelle einzurichten oder auch wieder abzuschaffen, wenn deren Zuständigkeiten von Intendanz oder Generalmusikdirektor erfüllt werden.

## Geschichte
In Zeiten der Aristokratie bis in die Zeit der Weimarer Republik wurden Theater und Opernhäuser aus Regierungskreisen durch Administratoren verwaltet. Für die künstlerisch-inhaltliche Gestaltung der Spielpläne und deren Umsetzung wurden daher Künstler herangezogen, die entweder Komponisten oder Dirigenten (oder beides) waren und als Operndirektoren berufen wurden, da sie das Metier sowie das nötige künstlerische Netzwerk kannten.
Nach dem Zweiten Weltkrieg wurde der operative Bereich vieler großer Theater und Opernhäuser maßgeblich internationaler, der ästhetische Anspruch von Inszenierungen diversifizierte sich (Regietheater) und wurde komplexer. Gleichzeitig gab es Theater- und Opernintendanten, die ihr Haus administrativ führten, aber inhaltliche, planerische, operative oder künstlerische Kompetenzen benötigten und diese an einen unterstellten Operndirektor delegierten.
Das heutige Berufsprofil des Operndirektors übernimmt in der Regel den Bereich zwischen Intendanz und ausführenden, aufführenden Künstlern, wobei die oben und unten genannten Spezifika die Funktion und Verantwortungsbereiche institutionsabhängig fluktuieren lassen.

## Berufliche Qualifikationen
Da es sich um eine Verantwortung im musikalischen Bereich des Theaters handelt, wird eine umfangreiche musikalische Kompetenz vorausgesetzt. Diese beinhaltet unter anderem
- Kenntnis über Besonderheiten und Eigenarten der Gesangsstimme
- Kenntnis vom Repertoire des Musiktheaters
- Kenntnis von Rollen und Stimmfächern zur adäquaten Besetzung der Sängerinnen und Sänger
- Kenntnis über die dramaturgischen Notwendigkeiten und Erfordernisse einer Oper, Operette oder eines Musicals
- Entscheidung über die Besetzung eines Regisseurs für bestimmte Werke
- Kenntnis von den tarifvertraglichen Voraussetzungen und Bedingungen für die Kollektive eines Opernchores und gegebenenfalls des Opernorchesters
- Überwachung der inhaltlichen und stilistischen Ausgewogenheit eines Spielplans
- Umgang mit Budgets (Personalbudget, Produktionsbudget)

Zur Erlangung der nötigen Kompetenzen ist neben den oben genannten unter anderem auch ein Studium der Musikwissenschaft oder Theaterwissenschaft möglich. Auch Dramaturgen können den Posten eines Operndirektors übernehmen. Da es sich jedoch um eine Zuständigkeit in einem hochkomplexen künstlerischen Bereich handelt, in der musikalische, szenische, ästhetische, werkspezifische und vor allem immer wieder gesangsspezifische Aspekte in einem personalaufwändigen Ressort zusammenfließen, ist die Verschmelzung von Kenntnis und Erfahrung, von Theorie und Praxis vonnöten. Aus diesem Grunde sind Operndirektoren -neben Dirigenten oder Intendanten- oft auch Regisseure, Sänger oder Künstleragenten.

## Bekannte Operndirektoren
Bekannte Operndirektoren sind oder waren unter anderem:
- Gert Bahner (1930–2019), deutscher Dirigent, Generalmusikdirektor, Operndirektor und Hochschulprofessor
- Rudolf Bing (1902–1997), österreichisch-britischer Operndirektor
- Fritz Busch (1890–1951), deutscher Dirigent und Operndirektor
- Philip Bröking (* 1966), deutscher Theatermanager und Operndirektor
- Christoph von Dohnanyi (* 1929), Dirigent und Intendant
- Placido Domingo (* 1941), spanischer Opernsänger, Dirigent und Intendant
- Joachim Herz (1924–2010), deutscher Opernintendant und -regisseur
- Ioan Holender (* 1935), rumänisch-österreichischer Sänger und Künstleragent
- Herbert von Karajan (1908–1989), österreichischer Dirigent
- Wulf Konold (1946–2010), deutscher Musikwissenschaftler, Dramaturg und Intendant
- Clemens Krauss (1893–1954), österreichischer Dirigent und Theaterleiter
- Harry Kupfer (1935–2019), deutscher Opernregisseur und Operndirektor
- Gustav Mahler (1860–1911), österreichischer Komponist
- Gerard Mortier (1943–2014), belgischer Opern- und Festival-Intendant
- Franz Schalk (1863–1931), österreichischer Dirigent
- Peter Schneider (* 1939), österreichischer Dirigent
- Egon Hugo Seefehlner (1912–1997), österreichischer Jurist, Redakteur und Intendant
- Horst Stein (1928–2008), deutscher Konzert- und Operndirigent
- Richard Strauss (1864–1949), deutscher Komponist
- Carl Maria von Weber (1786–1826), deutscher Komponist, Dirigent und Pianist
- Wolfgang Windgassen (1914–1974), deutscher Opernsänger

## Werke
- Der Operndirektor (L’impresario in angustie), eine musikalische Satire (Oper) von Domenico Cimarosa